# القبض دون وجه حق في القانون المصري
القبض بدون وجه حق في القانون المصري يوجد منه نوعان: القبض البسيط؛ وهو جنحة نصت عليها المادة 280 من قانون العقوبات المصري. والقبض الموصوف؛ وهو جناية نصت عليها المادة 282 من نفس القانون، ويتميّز هذا النوع باقترانه ببعض الظروف المُشدِدة.

## الركن المادي: القبض بدون وجه حق
تنص المادة 280 عقوبات على معاقبة «كل من قبض على أي شخص أو حبسه أو حجزه، بدون أمر أحد الحكام المختصين بذلك، وفي غير الأحوال التي تصرح فيها القوانين واللوائح بالقبض على ذوي الشبهة». ويجب أن يتوافر عنصران في الركن المادي لهذه الجريمة: القبض، وعدم المشروعية.

### القبض
لهذا العنصر عدة معانٍ؛ هي: القبض، والحبس، والحجز. والمقصود بالقبض، وفق محكمة النقض المصرية، هو حرمان الشخص من حرية التجوّل دون تعليقه على قضاء فترة زمنية معيّنة، وذلك بخلاف الحبس أو الحجز الذي يكون ذلك الحرمان فيهما لفترة معيّنة من الزمن.
ويتحقق عنصر القبض بصرف النظر عن مكانه: حيث يتحقق العنصر بإيداع المُتّهم في سجن عام، أو بإيداعه بقسم الشرطة، أو حتى بمنعه من مغادرة منزله، أو بحبسه في سيارة نقل أثناء سيرها. ويُشترَط في هذا العنصر أن يؤدي إلى حرمان المجني عليه من حريته في التجوّل تماماً؛ وبالتالي لا يتحقق العنصر بمجرّد منع المجني عليه من الذهاب إلى مكان معيّن.

### عدم المشروعية
يعتبر القبض مشروعاً إذا وقع بمقتضى نص قانوني، ويكون غير مشروع إذا تم دون سند قانوني، أو بالامتناع عن الإفراج عن مقبوضٍ عليه كان من القانوني أن يتم الإفراج عنه.

## الركن المعنوي: القصد الجنائي
يُشترَط لوقوع هذه الجريمة أن تتجه إرادة الجاني إلى حرمان المجني عليه، دون وجه حق، من حريته في التجوّل، مع عِلمه بذلك. فلا يتوافر القصد الجنائي إذا أخطأ رجل الشرطة في شخصية المقبوض عليه، أو إذا كان يعتقد أن الأمر بالقبض لم يكن باطلاً.

## العقوبة

### العقوبة العادية
يُعاقَب على هذه الجريمة بالحبس أو بغرامة لا تتجاوز مائتي جنيهاً.

### العقوبة المشددة
يُعاقَب الجاني بالسجن المشدد إذا توافر ظرف من الظروف المشددة المذكورة في المادة 282 عقوبات؛ وهي: التحايل، والقوة، والتهديد.

#### التحايل
حصرت الفقرة الأولى من المادة 282 من قانون العقوبات المصري، صور هذا التحايل في:
1. ارتداء زي رجال السلطة، دون وجه حق، سواء من الشرطة أو الجيش أو غير ذلك.[5]
2. انتحال إحدى الوظائف التي تتيح لأصحابها سلطة القبض على الأشخاص، حتى ولو لم يقترن ذلك بارتداء زي معين.[5]
3. إظهار محرر مُزوّر يحتوي على أمر بالقبض على المجني عليه.[5]

#### القوة والتهديد
ذكرت الفقرة الثانية من المادة 282 عقوبات مصري، صور هذا العنصر في: تهديد المجني عليه بالقتل، أو تعذيبه تعذيباً بدنياً. فبالنسبة للتهديد بالقتل: يجب أن مُوجّهاً إلى المجني عليه نفسه، لا إلى شخص آخر مهما كان عزيزاً على المجني عليه. كما يجب أيضاً أن يكون تهديداً بالقتل، لا أن يكون تهديداً بالإيذاء مهما كانت جسامته. كما يجب أن يكون التهديد مُعاصراً للقبض لا تالياً عليه.
أما بالنسبة للتعذيب البدني: فالقانون المصري لم يضع له تعريفاً مُحدداً ولم يشترط فيه حداً معيناً من الجسامة، بل ترك للمحكمة تقدير ما إذا كان الأمر المعروض عليها تعذيباً أم لا. ويرى الفقه القانوني المصري أن التعذيب هو ما يتضمّن الإكراه البدني بالغ الجسامة؛ كالضرب بالسوط أو التصفيد بالأغلال أو حرق الأطراف، كما يتضمّن الحرمان من الطعام أو النوم، أو التمرّغ في الأوحال.